# Arabischer Sozialismus
Arabischer Sozialismus (arabisch الاشتراكية العربية, DMG al-ištirākiyya al-ʿarabiyya) ist eine Variante des sogenannten Dritten Weges zwischen Kommunismus (Sozialismus) und Kapitalismus.

## Merkmale
Arabische Sozialisten betonen den staatlichen Zentralbesitz, die privaten Eigentumsanteile, die naturhistorischen Eigenheiten im Orient und den Islam. Nach dem Erscheinen von Ahmad Sa’ids Buch Der arabische Sozialismus (1959) diente der Begriff zur Abgrenzung vom „radikalen, kommunistischen oder Staatssozialismus“ Osteuropas.
Grundlegend für den arabischen Sozialismus waren die Umstürze in Ägypten 1952 und Libyen 1969: In einem zweiten Schub der Entkolonialisierung besetzten nationalistische Militärs die kolonialen Überbauformen. Nach der Niederlage im Sechstagekrieg 1967 verlor der arabische Sozialismus an Boden.
Unterschiede zum Sozialismus europäischer Prägung bestehen
- im arabischen Nationalismus,
- in der Instrumentalisierung der Religion, vor allem des Islams,
- in der stufenweisen, harmonischen Entwicklung anstelle von Klassenkampf, Gewalt und der Diktatur einer Klasse,
- in der Bevorzugung des privaten und genossenschaftlichen Eigentums vor dem Kollektiveigentum.

Hierbei wirkten folgende Faktoren erschwerend:
- der mangelnde Bezug von Marx’ und Engels’ Werken auf die arabisch-islamische Welt,
- das Fehlen geeigneter Übersetzungen,
- die selektive Rezeption von Theoretikern wie August Bebel, Rosa Luxemburg, Karl Kautsky, Leo Trotzki, Josef Stalin und Antonio Gramsci.

Da der arabische Sozialismus theoretisch insgesamt wenig ausgearbeitet ist, wird er mit einer enormen Kluft zwischen Anspruch und Realität pragmatisch gehandhabt.

## Geschichte
Das arabische Wort für Sozialismus, ischtirākiyya, stammt von der Konsonantenwurzel š-r-k, die in vorislamischen Zeiten auf der Arabischen Halbinsel Gemeinbesitz bzw. Polytheismus (Schirk) bezeichnete, später auch in Koran- und Hadith-Texten. Erstmals erklärte ein englisch-türkisches Lexikon 1861 ishtirâk als „Sozialismus“.
Die ersten arabischen Sozialisten spalteten sich in kommunistische, sozialdemokratische, nationalistische und religiöse (etwa islamische) Sozialisten.
Erste anonyme sozialistische Schriften auf Arabisch entstanden bei den Minderheiten: den Griechen Alexandrias, Italienern Kairos, Christen Libanons und Kopten Ägyptens. Auch jüdische Einwanderer und nach 1905 russische Emigranten propagierten ihre sozialistischen Ideen. 1910 erschien in New York das Journal der ersten Arabischen Sozialistischen Gesellschaft. 1915 erschienen erste Werke auf Arabisch, etwa der „Reformkatalog“ des Ägypters al-Mansuri.
1919 entstanden in Palästina die ersten Parteien arabischer Kommunisten. 1921 wurde Ägyptens erste sozialistische Partei gegründet, 1922 gründete Husni al-Urabi die erste kommunistische Partei, ein Mitglied der Komintern. In den 1920er-Jahren grenzten sich „Internationalistische Sozialisten“, in Kairo von Komintern-Gesandten wie Joseph Rosenthal und Constantine Weiss angeführt, von den „Arabischen Sozialisten“ ab. Der arabische Sozialismus teilte sich hierauf in sozialdemokratische, nationale und islamische Strömungen. Zur zentralen Strömung nach 1936 wurden die von Militärs getragenen nationalistischen Arabischen Sozialisten. 1941–1947 gründeten Michel Aflaq und Salah ad-Din al-Bitar die Baath-Partei, die 1953 mit Al-Hauranis Arabischer Sozialistischer Partei fusionierte.
Der Höhepunkt des arabischen Sozialismus begann ab Mitte der 1950er-Jahre, als Offiziere um Nasser in Ägypten durch einen Putsch an die Macht kamen. Grundlegend waren hierbei die „Charta der Nationalen Aktion“ Ägyptens (1962) und die ägyptische Verfassung 1964. In der „Charta der Nationalen Aktion“ hieß es:

„Die Revolution ist der Weg, durch den sich die arabische Nation von ihren Fesseln befreien kann und von dem dunklen Erbe, das sie belastet hat. ... (Die Revolution) ist der einzige Weg zur Überwindung der Unterentwicklung, die ihr durch Unterdrückung und Ausbeutung aufgezwungen wurde ... und um der Herausforderung zu begegnen, der sich die Araber und die anderen unterentwickelten Nationen stellen müssen: die Herausforderung der erstaunlichen wissenschaftlichen Entdeckungen, die dazu beitragen, die Kluft zwischen den entwickelten und rückständigen Ländern zu vergrößern ... Zeitalter des Leidens und der Hoffnung haben schliesslich klare Ziele für den arabischen Kampf geschaffen. Diese Ziele sind der wahre Ausdruck des arabischen bewusstseins und sie heissen Freiheit, Sozialismus und Einheit. ... Freiheit bedeutet heute die Freiheit des Landes und der Bürger. Der Sozialismus ist sowohl ein Mittel als auch ein Ziel geworden: Wohlstand und Gerechtigkeit. Der Weg zur Einheit ist der allgemeine Ruf nach Wiederherstellung der natürlichen Ordnung einer einzigen Nation.“

Die Gesamtheit der Gesellschaft sollte sich um eine Regierung scharen, die die Interessen aller vertritt. Man erklärte, eine politische Demokratie ohne soziale Demokratie sei unmöglich, deshalb sollten sich öffentliche Dienstleistungen, Banken und Versicherungen, Schwer- und mittlere Industrie, Außenhandel und Nachrichtenverbindungen im Besitz der Allgemeinheit befinden. Es sollte Chancengleichheit zwischen Männern und Frauen geben, Gesundheitsfürsorge und Bildung sollten für alle da sein. Klassentrennungen sollten im Land ebenso aufgehoben sein wie die Trennung zwischen den arabischen Ländern, besonders Ägypten solle auch über die anderen arabischen Regierungen hinweg zur arabischen Einheit aufrufen. In der Folgezeit wurden die geplanten Sozialreformen energisch in Angriff genommen: Es wurden Mindestlöhne  festgesetzt und die Zahl der Arbeitsstunden beschränkt, das öffentliche Gesundheitssystem wurde erweitert,  mit einem Teil der Gewinne aus der industriellen Produktion wurde ein Sozialversicherungssystem aufgebaut. Diese Maßnahmen führten zunächst zu einer Belebung der ägyptischen Wirtschaft, die aber bereits 1964 stagnierte. Die Massenpartei Arabische Sozialistische Union wurde ein Werkzeug zur Übermittlung der Absichten der Regierung an das Volk, nicht aber zu einem Sprachrohr, in dem die Massen ihre Kritik und ihre Vorschläge artikulieren konnten. Auch gelang es Nasser nicht, alle politischen Kräfte Ägyptens hinter sich zu einen: die Muslimbrüder warfen ihm vor, unter dem Deckmantel islamischer Rhetorik eine säkulare Politik zu betreiben; Marxisten wiesen auf den Widerspruch zwischen „arabischem“ und „wissenschaftlichem“ Sozialismus hin, der die Existenz von Klassenkonflikten und sozialen Unterschieden auch innerhalb einer Nation anerkenne.
Nasser selbst lehnte die Charakterisierung seiner Politik als „arabischer Sozialismus“ ab:

„Ich erkläre, dass ich niemals einen sogenannten arabischen Sozialismus propagiert habe. Wollte man den Marxismus in 20 Punkten formulieren, so bin ich bereit, 18 davon zu unterschreiben. Die beiden einzigen Punkte, die uns noch von den Marxisten trennen, sind die Diktatur des Proletariats und das Verhältnis zur Religion.“

Außerhalb Ägyptens gewann der „Nasserismus“, auch durch den geschickten Einsatz des Rundfunks, über den Nasser sich direkt an die „arabischen Massen“ wandte, an Popularität. Der Rundfunksender "Stimme der Araber" rief die Araber zur Revolution auf. Die Sendungen waren so beliebt, dass der Umsatz an Transistorradios im ganzen arabischen Gebiet verdreifacht wurde. Araber verlangten beim Kauf eines Radios von den Händlern ein Gerät, "in dem Ahmed Saied spricht". Saied war Chefkommentator der "Stimme der Araber". Nach 1967 formierten sich unter arabischen Palästinensern gewaltbereite marxistisch-leninistische und maoistische Gruppen. In Libyen begann sich nach Gaddafis Machtergreifung 1969 ein Volkssozialismus zu etablieren, der im Grünen Buch (1975) theoretisch begründet wurde.
Nach dem Zusammenbruch des Sozialismus in Europa 1991 spalteten sich arabische Sozialisten in nationalistische, säkulare und religiöse Kreise auf. Als nationalistisch-säkulare Variante gelten die Doktrin und die Praktiken Saddam Husseins, der 1979 in Irak an die Macht gelangte. Anfang der 1980er formierte sich in Ägypten um den Kairoer Philosophie-Professor Hasan Hanafi eine „islamische Linke“, die Sozialismus und Religion zu vereinigen sucht.
Derzeit (Stand 2025) gibt es keine Regierung mehr, die sich auf den Arabischen Sozialismus berufen würde.

## Erscheinungsformen
- Der arabische Sozialismus Ahmed Ben Bellas (1963) und Houari Boumediennes in Algerien.
- der Staatssozialismus Dschafar an-Numairis im Sudan (1969).
- der „arabische Sozialismus“ des ägyptischen Präsidenten Gamal Abdel Nasser und seiner „Arabischen Sozialistischen Union“ (Einheitspartei, ASU), auch als Nasserismus bezeichnet.
- die frühere libysche Staatsform, die Dschamahirija, basierte laut der Dritten Universaltheorie im Grünen Buch von Muammar al-Gaddafi, der sich als Schüler Nassers betrachtete, auf direkter Demokratie – die repräsentative Demokratie gilt als undemokratisch, da nicht nur Araber und/oder Muslime, sondern auch Nichtmuslime keinen direkten Einfluss auf das Handeln der Regierung haben.
- der „arabische Sozialismus“ der Baath-Partei (Sozialistische Partei der Arabischen Wiedergeburt), die 1963 in Syrien (bis 2024) und Irak (bis 2003) an die Macht kam, deren Flügel aber untereinander verfeindet sind, auch als Baathismus bezeichnet.
- der drusische Sozialismus im Libanon, vertreten durch die eher persönlichen als ideologischen Anschauungen der Drusen-Führer Kamal Dschumblat bzw. seines Sohnes und Nachfolgers Walid Dschumblat. Die Dschumblat-Partei (sozialistische Fortschrittspartei, PSP) ging im Bürgerkrieg daher folgerichtig Allianzen mit linken (al-Murabitun) und kommunistischen Kräften ein, das Verhältnis zum „sozialistischen“ Syrien aber war bzw. ist wechselhaft.
- die Republikanischen Brüder und Schwestern unter dem sudanesischen Intellektuellen Mahmoud Mohamed Taha (1909–1985). Er entwickelte einen sozialistischen Ansatz, der seine Wurzeln teilweise in den Werken von Marx und Hegel, primär aber in der Gedankenwelt der islamischen Mystik hat. Taha und seine Anhänger, die „Republikanischen Brüder/Schwestern“, setzten sich für einen föderalistischen, demokratischen, weltlichen und sozialistischen Sudan und die Gleichberechtigung von Männern und Frauen ein. Taha wurde mehrfach der Apostasie bezichtigt und 1985 deswegen vom Numeiri-Regime zum Tode verurteilt und hingerichtet.